# Aarhus GF
Aarhus Gymnastikforening af 1880 (AGF) – duński klub piłkarski z siedzibą w Aarhus w Jutlandii.

## Sukcesy
- 5 razy mistrz Danii: 1955, 1956, 1957, 1960, 1986
- 8 razy wicemistrz Danii: 1921, 1923, 1925, 1945, 1964, 1982, 1984, 1996
- 9 razy zdobywca Pucharu Danii: 1955, 1957, 1960, 1961, 1965, 1987, 1988, 1992, 1996
- 4 razy finalista Pucharu Danii: 1959, 1990, 2016, 2024
- ćwierćfinalista Pucharu Mistrzów: 1961
- ćwierćfinalista Pucharu Zdobywców Pucharów: 1989

## Historia
Klub AGF założony został 26 września 1880. Jest jednym z najbardziej utytułowanych i najstarszych klubów w Danii – jest pięciokrotnym mistrzem kraju i dziewięciokrotnym (rekord) zdobywcą Pucharu Danii, dwukrotnie dochodził do ćwierćfinałów w europejskich pucharach. W sezonie 2006/2007, po spadku z Superligaen, występował w 2. lidze. W sezonie 2010/11 drużyna wywalczyła awans do najwyższej klasy rozgrywkowej, z której ponownie spadła w 2014. Rok później klub znowu awansował do pierwszej ligi, w której obecnie występuje.

## Skład na sezon 2024/2025
Stan na 7 września 2024
| Nr | Poz. | Piłkarz                     |
| -- | ---- | --------------------------- |
| 1  | BR   | Jesper Hansen               |
| 2  | OB   | Felix Beijmo                |
| 3  | OB   | Henrik Dalsgaard            |
| 4  | OB   | Tobias Anker                |
| 5  | OB   | Frederik Tingager           |
| 6  | PO   | Nicolai Poulsen             |
| 7  | PO   | Mads Emil Madsen            |
| 8  | PO   | Mikael Anderson             |
| 9  | NA   | Patrick Mortensen (kapitan) |
| 10 | PO   | Kristian Arnstad            |
| 11 | PO   | Gift Links                  |
| 14 | OB   | Tobias Mølgaard             |
| 15 | NA   | Youssouph Badji             |
| 16 | PO   | Max Power                   |
| 17 | PO   | Kevin Yakob                 |

| Nr | Poz. | Piłkarz            |
| -- | ---- | ------------------ |
| 18 | NA   | Richmond Gyamfi    |
| 19 | OB   | Eric Kahl          |
| 20 | PO   | Mikkel Duelund     |
| 22 | BR   | Leopold Wahlstedt  |
| 23 | PO   | Tobias Bach        |
| 24 | OB   | Aksel Halsgaard    |
| 25 | OB   | Mikkel Kristensen  |
| 26 | OB   | Jacob Andersen     |
| 27 | OB   | Michael Akoto      |
| 29 | PO   | Frederik Brandhof  |
| 31 | NA   | Tobias Bech        |
| 32 | BR   | Jonathan Hutters   |
| 33 | OB   | Luka Callø         |
| 40 | OB   | Jonas Jensen-Abbew |

### Wypożyczeni do innych klubów
Stan na 7 września 2024
| Nr | Poz. | Piłkarz                                             |
| -- | ---- | --------------------------------------------------- |
|    | PO   | Mathias Sauer (w FK Haugesund do 31 grudnia 2024)   |
|    | NA   | Sigurd Haugen (w Hansie Rostock do 30 czerwca 2025) |
|    | NA   | Janni Serra (w 1. FC Nürnberg do 30 czerwca 2025)   |

## Trenerzy klubu od 1919
| - Axel Gottfried Pettersson (1919–22) - Brown (1922–24) - Harald Hansen (1925–27) - Alfred Rasmussen (1927–31) - Fritz Molnar (1932–35) - William von Würden (1936–37) - Søren Jensen (1938–39) - Knud Aage Andersen (1939–40) - Gerhard Müller (1941–51) - Peter Vesterbak (1952–54) - Géza Toldi (1954–56) - Peter Vesterbak (1956–58) - Walther Pfeiffer (1959–60) - Géza Toldi (1960–64) - Henry From (1965–66) - Erik Kuld Jensen (1967–68) - Kaj Christensen (1969–73) - Jimmy Strain (1974) - Henry From (1974–75) - Jørn Bjerregaard (1976) - Erik Christensen (1977–79) - Poul Erik Bech (1980–83) - Jürgen Wähling (1984–86) | - Jens Harmsen (1986) - Allan Hebo Larsen (1987–88) - Jens Harmsen (1989) - Ole Brandenborg (1990) - Lars Lundkvist (1990–93) - Peter Rudbæk (1993–00) - Lars Lundkvist & Kent Nielsen (2000) - Ove Christensen (2000–01) - John Stampe (2001–02) - Hans Petersen (2002) - Poul Hansen (2002–03) - Sören Åkeby (1 stycznia 2004 – 31 grudnia 2005) - Brian Steen Nielsen & Jesper Tollefsen (2005) - Ove Pedersen (1 stycznia 2006 – 31 grudnia 2008) - Erik Rasmussen (1 stycznia 2009 – 20 maja 2010) - Peter Sørensen (1 lipca 2010 – 26 lutego 2014) - Jesper Fredberg (27 lutego 2014 – 30 maja 2014) - Morten Wieghorst (30 maja 2014 – 5 grudnia 2015) - Glen Riddersholm (6 grudnia 2015 – 30 września 2017) - David Nielsen (2 października 2017 – 21 maja 2022) - Uwe Rösler (14 czerwca 2022 – 30 czerwca 2025) - Jakob Poulsen (1 lipca 2025 – ) |

## Strony klubowe
- Oficjalna strona sekcji piłkarskiej. agffodbold.dk. [zarchiwizowane z tego adresu (2011-09-02)].